# 松田憲幸
松田 憲幸（まつだ のりゆき、1965年5月28日 - ）は、日本出身でアメリカ合衆国在住のシステムエンジニア、実業家。ソースネクスト創業者で、同社代表取締役会長兼CEO、SOURCENEXT Inc. President CEO、ロゼッタストーン日本法人代表取締役社長。新経済連盟理事。

## 人物・経歴
兵庫県姫路市生まれ。1984年大阪府立北野高等学校卒業。1989年大阪府立大学（現：大阪公立大学）工学部数理工学科卒業後、日本アイ・ビー・エムに入社し、システムエンジニアを務めた。1993年システムコンサルタントとして独立し、トリプル・エーを設立。同社代表取締役社長に就任。
1996年ソース（現：ソースネクスト）創業、同社代表取締役社長に就任。2008年には東京証券取引所一部に上場を果たした。
2012年からはシリコンバレーに移住し、カリフォルニア州パロアルトにSOURCENEXTInc .を設立し、同社President CEOに就任。2017年ロゼッタストーン・ジャパン代表取締役社長。新経済連盟理事も務めた。2021年ソースネクスト代表取締役会長兼CEO（最高経営責任者）。

## テレビ番組
- 日経スペシャル 日経スペシャル カンブリア宮殿 次世代ビジネスの挑戦者たち(1)世の中にないものを生み出せ　夢の翻訳機への挑戦！（2020年1月9日、テレビ東京）- ソースネクスト社長 松田憲幸出演[10]。

## 書籍

### 著書
- 『売れる力 日本一PCソフトを売り、大ヒット通訳機ポケトークを生んだ発想法』（2019年12月13日、ダイヤモンド社）ISBN 9784478107980